# Доримско население на Иберия
Доримското население на Иберия, т.е. на Иберийския полуостров (сега Испания, Португалия и Андора) се състояло от три основни етнически групи:
1. прединдоевропейско население (иберийски племена; турдетани и вероятно келтизираните турдули и кинети; протобаски - аквитани и васкони);
2. келтски племена заселили се в Иберия или т.нар. келтибери;
3. лузитаните които може да не са келти, и които съвременните португалци считат за предтечи.

Под Иберия в античността се разбирала цялата територия на полуострова, чието име и носи по иберите.
В античността гръцки и римски източници споменават за лигури в североизточната част на полуострова. Тукидид пише, че лигурите разбили сиканите и те се преселили в Сицилия. По сетне лигурите изчезват от източниците, което предполага, че вероятно са напълно асимилирани от келтите, чийто обичаи напомняли на древните автори на лигурските.
Авиен споменава естримниите като коренно население на Португалия. Херодот пише за кониите по тези места. Според Салустий, балеарците (баларите - известните антични прашкаджии в картагенската армия) се преместили на островите чийто име носят около 2000 г. пр.н.е.
Според последните проучвания, протобаските не са автохтонно население в Иберия, ами прескачат на полуострова от Аквитания покрай Бискайския залив.
По средиземноморското и южноатлантическото крайбрежие на полуострова по времето на античната колонизация първи основават свои колонии финикийците - Гадес, последвани от гърците. Финикийските иберийски колонии са обединени по-сетне в иберийски владения на Картаген.